# Fjärdarna
Fjärdarna är en sjö i Robertsfors kommun i Västerbotten och ingår i Dalkarlsån-Sävaråns kustområde. Sjön har en area på 0,0391 kvadratkilometer och ligger 1 meter över havet.

## Delavrinningsområde
Fjärdarna ingår i det delavrinningsområde (710770-174663) som SMHI kallar för Rinner mot N n Kvarkens kustvatten. Medelhöjden är 18 meter över havet och ytan är 9,84 kvadratkilometer. Det finns inga avrinningsområden uppströms utan avrinningsområdet är högsta punkten. Avrinningsområdets utflöde mynnar i havet, utan att ha någon enskild mynningsplats. Avrinningsområdet består mestadels av skog (89 procent). Avrinningsområdet har 0,13 kvadratkilometer vattenytor vilket ger det en sjöprocent på 1,3 procent.